# Pedro de Alcântara
São Pedro de Alcântara, nascido como Juan de Garabito y Vilela de Sanabria (Alcântara, 1499 – Arenas de San Pedro, 18 de outubro de 1562), foi um frade franciscano espanhol que fez grandes reformas na sua ordem religiosa, a Ordem dos Frades Menores, no Reino de Portugal. 

## Biografia
Nasceu no seio de uma família nobre. Estudou direito na Universidade de Salamanca, mas abandonou os estudos e tomou uma vida religiosa em 1515 no Convento de San Francisco de los Majarretes, perto de Valência de Alcântara, onde tomou o nome de frade Pedro de Alcântara. Foi ordenado em 1524, com 25 anos.
Viajou até Portugal em 1539 para ajudar o seu parente Martín de Santa Maria Benavides a reformar uma das províncias franciscanas. De 1542 a 1544, foi guardião e mestre de noviços em Palhais. Com a morte de Martín, em 1546, foi Pedro de Alcântara quem deu seguimento a seu trabalho, sendo, por isso, muito apreciado pelo rei Dom João III.
Logo estabeleceu-se na Serra da Arrábida e, aí, ajudou a fundar uma série de mosteiros para os chamados Arrábidos (ou Capuchos, noutras zonas do país), nomeadamente o chamado Convento de Nossa Senhora da Arrábida. Escreveu toda a regra da comunidade lá perto, em Azeitão.
Em 1555, iniciou a reforma da Ordem dos Frades Menores mediante as regras "alcantarinas", hoje conhecidas como de "Estrita Observância". Mais tarde, foram os Arrábidos que foram colocados no Convento de Mafra por Dom João V. Acabaram por ser expulsos de Portugal quando da implantação do liberalismo no país, sendo, então, reintegrados na Ordem de São Francisco.
Em 1557, estava no Reino de Portugal que tanto amava. 
Era notável pregador e místico, amigo e confessor de Santa Teresa de Jesus a quem terá ajudado, em 1559, na tarefa de reforma da Ordem dos Carmelitas, a par de São João da Cruz. Escreveu o "Tratado da Oração e Meditação" que terá sido lido por São Francisco de Sales.

## Veneração

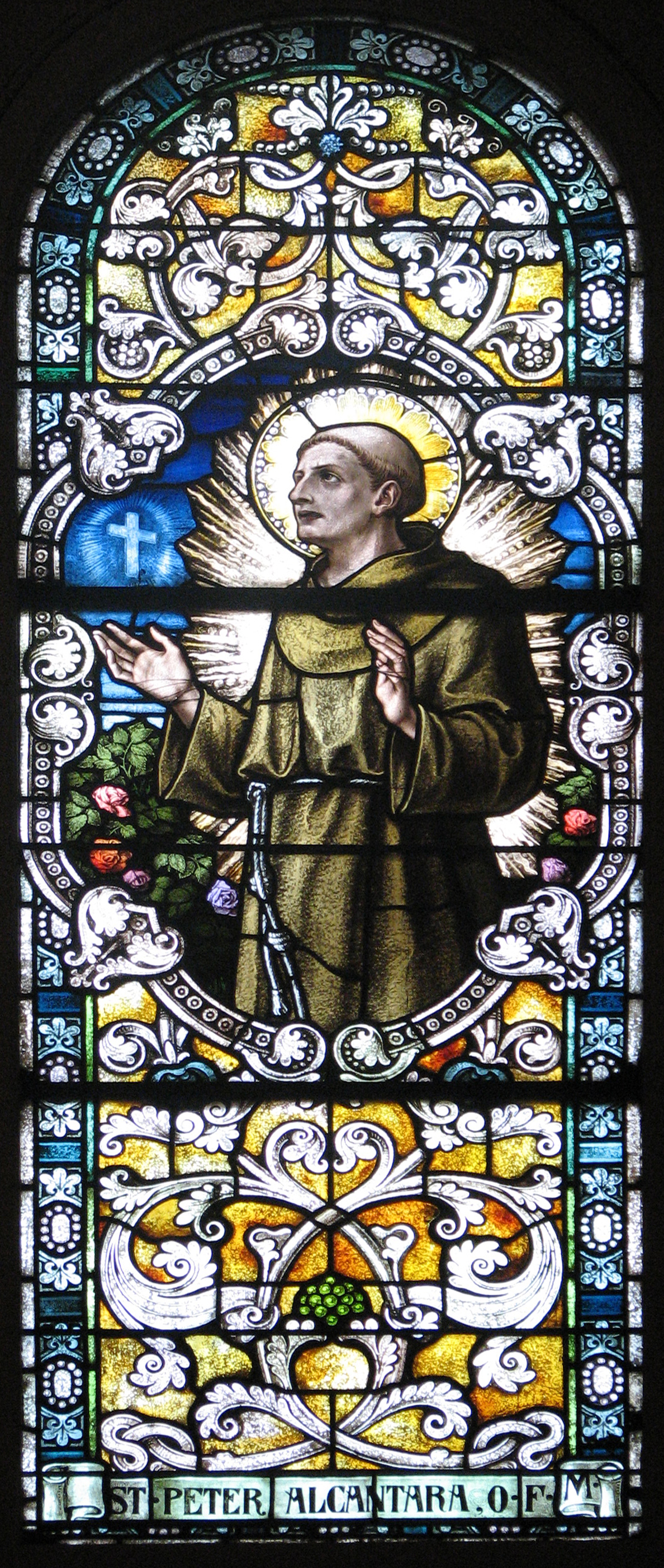
São Pedro, Sepulcro do Monastério Franciscano, Washington, Estados Unidos.

Diz-se também que Pedro dormiu muito pouco e que ele sempre dormia sentado. Porque ele estava a maior parte do tempo acordado, enquanto seus irmão frades estavam dormindo, ele é o santo padroeiro dos adoradores noturnos.

## Legado
Foi beatificado em Roma pelo Papa Gregório XV em 18 de Abril, 1622, e canonizado pelo papa Clemente IX 28 de abril de 1669.
A festa de São Pedro é em 18 de outubro, o dia de sua morte. Por ser a festa de São Lucas Evangelista celebrada em 18 de Outubro, o dia da festa de São Pedro no Calendário Romano Geral foi a princípio atribuído a 19 de outubro, o primeiro dia livre, quando em 1670 foi incluída nesse calendário. Devido à importância supostamente limitada da festa de São Pedro em todo o mundo, essa foi removida em 1969, deixando-a para ser incluída, se assim for desejado, nos calendários locais, não necessariamente no mesmo dia. Alguns católicos tradicionalistas ainda continuam a usar as versões anteriores a 1970 do Calendário Romano Geral. 
São Pedro de Alcântara é o padroeiro da Adoração do Santíssimo Sacramento Noturna. Em 1826, foi nomeado padroeiro do Brasil, e em 1962 (o quarto centenário da sua morte), da região espanhola de Extremadura. Ele também é venerado como padroeiro de várias paróquias nos Estados Unidos e Filipinas. A cidade de São Pedro de Alcántara, na província de Málaga foi assim nomeada em homenagem a ele.